# Primacía de la diócesis de Toledo
La primacía de la diócesis de Toledo, también conocida como primacía de las Españas (en portugués: Primaz das Espanhas) es el primado religioso de toda la península ibérica, históricamente conocida como Hispania o en plural como las Españas. El arzobispo de Toledo ha reclamado la primacía de España desde la Edad Media, y es actualmente el primado por encima de todas las demás sedes episcopales en España. El arzobispo de Braga, en Portugal, también ha reivindicado esta primacía sobre toda la península ibérica desde la Edad Media; sin embargo, hoy en día su primado solo se reconoce en Portugal. Además, el arzobispado de Tarragona en Cataluña también hace uso del título. Los arzobispos de Braga, Toledo y Tarragona, si son elevados al rango de cardenales, son conocidos como cardenales-primados.

## Origen histórico

### Provincia eclesiástica Carthaginense

División provincial de Diocleciano.

Al cristianizarse el Imperio romano, la primitiva Iglesia cristiana asumió la división provincial realizada por Diocleciano en el siglo III en su organización. De esta forma, las primeras provincias eclesiásticas se correspondieron exactamente con las existentes estructuras provinciales romanas.
La provincia eclesiástica Carthaginense, por tanto, se correspondía exactamente con la provincia romana, y ejercía de metropolitana sobre todas las sedes episcopales que existían dentro de su territorio.
Quedaban dentro de la provincia diócesis tan importantes como Valentia, Toletum, Eliocroca, Begastri o Illici, que dependían orgánicamente de Cartagena.

### Separación de la Carthaginense y evolución histórica
La coincidencia entre división política-división religiosa existió hasta la caída del Imperio romano de Occidente en el 476. El problema surgió cuando, a mediados del siglo VI, el emperador bizantino Justiniano I se hizo con el control de una franja importante del sur de Hispania, incluyendo diócesis tan importantes como Corduba, Begastri, Illici y la propia Cartagena, ahora renombrada por Justiniano como Carthago Spartaria.
Al quedar la sede metropolitana y la capital provincial en territorio ocupado por los bizantinos, poco después de su llegada al trono, el rey visigodo Gundemaro promovió la celebración de un sínodo que se desarrolló en Toledo y que designó a dicha ciudad como la metrópoli de toda la provincia. Esta declaración fue respaldada por el rey por decreto de 23 de octubre de 610, arrebatándole este título a la sede de Cartagena. Con este privilegio el arzobispo de Toledo podía intervenir en el nombramiento de los obispos de la península.
La conquista musulmana en el 711 dejó a Toledo como una ciudad parcialmente fronteriza en ocasiones con los reinos cristianos, en especial con los reinos de Castilla y de León. Los arzobispos de Toledo, junto con un grupo de cristianos, huyeron a los territorios del norte. La sucesión apostólica de la sede toledana se siguió desarrollando, pero en Toledo solo permaneció un pequeño grupo de cristianos mozárabes.
Durante la Reconquista, la alianza entre los monarcas y la iglesia se fue concretando en los distintos privilegios que se ofrecieron entre ambos. Tras la conquista de Alfonso VI de la ciudad de Toledo, el papa Urbano II otorgó la bula Cunctis Sanctorum, de 1088/1089, en la que se reconocía a los titulares de la diócesis toledana la condición de primados y metropolitanos, recuperando el papel protagonista que la sede episcopal había tenido en época visigoda.

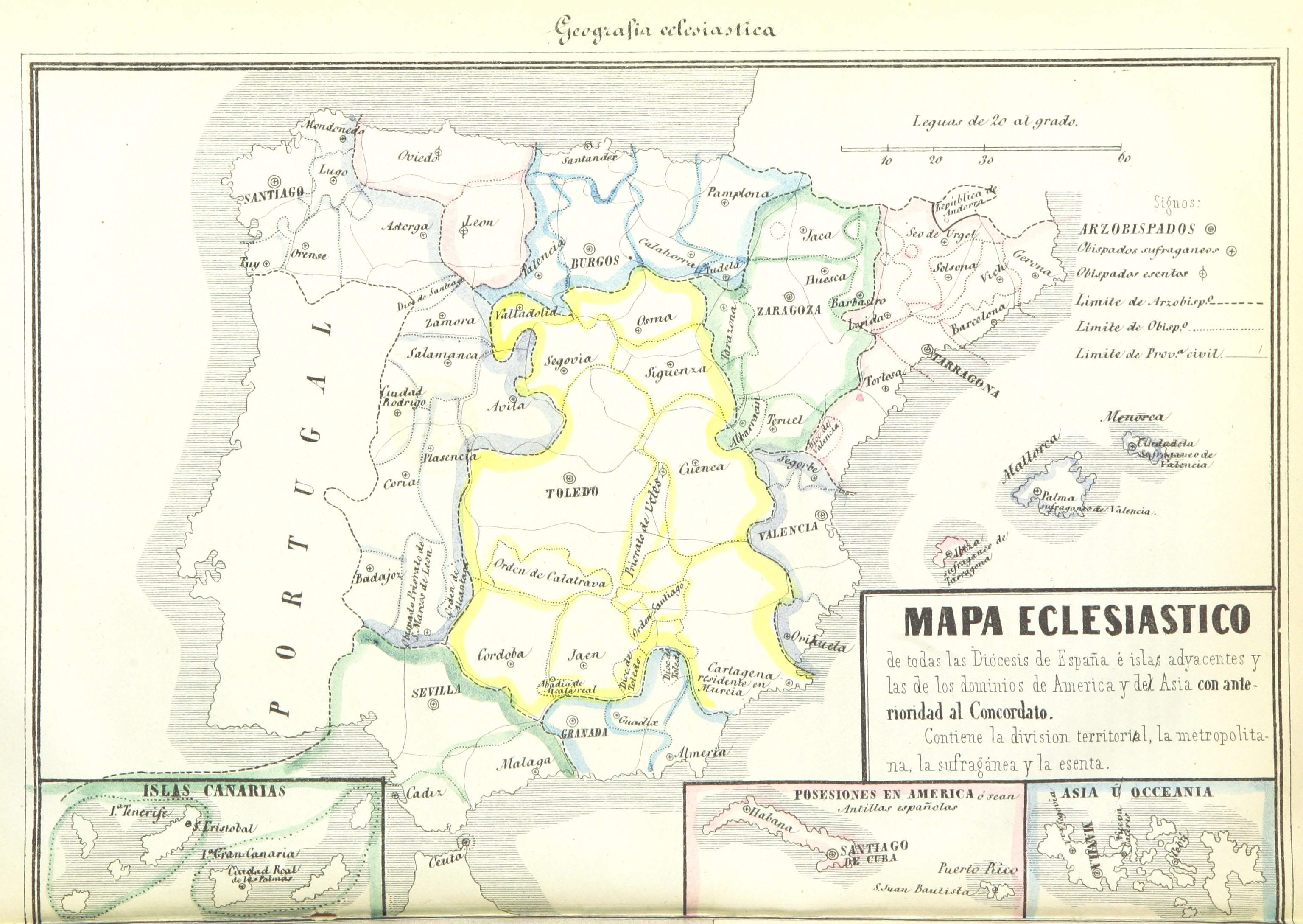
Provincia eclesiástica de Toledo hacia el.

La especial dignidad que se ofrece a Toledo viene a confirmar la alianza europeísta que se estableció entre la dinastía Jimena (de origen navarro), a la que pertenece Alfonso VI, la francesa de Borgoña (enlazada matrimonialmente, de modo que heredará los reinos de Portugal y Castilla) y el Papado. A esta alianza contribuyeron los benedictinos de la orden de Cluny (a la que pertenece el nuevo arzobispo, Bernardo de Sedirac), especialmente interesada en mantener su presencia por todo el eje del Camino de Santiago (en un momento en que hay otro ojo estratégico puesto en Jerusalén con la Cruzada). Este hecho desplazó al clero toledano mozárabe, que había permanecido firme en Toledo bajo el sometimiento del Emir o el Califa (cuestión discutida desde Alfonso III de Asturias, teniendo su momento álgido en el enfrentamiento de San Beato de Liébana al adopcionismo o herejía adopcionista toledana, que posiblemente era un intento de transacción con el monoteísmo estricto islámico y un vago recuerdo del arrianismo visigodo). La influencia de la orden de Cluny se vio reflejada en la presencia de edificios románicos, como las iglesias de peregrinación, que repiten modelos franceses (San Sernin de Toulouse) o los propios monasterios dependientes de Cluny. Muchas propiedades de las familias mozárabes terminarán siendo absorbidas como mandas testamentarias, dotes e incluso transacciones por la diócesis toledana, que termina consolidando una gigantesca cantidad de propiedades que constituyen la llamada Mesa arzobispal de Toledo.
Estos privilegios le permitieron a la sede toledana administrar un gran patrimonio y obtener cuantiosas rentas, que aún aumentaron más su poder religioso y civil. Así, abarcaba el mayor espacio de gobierno de toda la península, que alcanzaba las actuales provincias de Toledo, Ciudad Real, Madrid y una parte sustancial de las de Albacete, Guadalajara, Badajoz y Cáceres, lindando con las empobrecidas diócesis de Sigüenza y Cuenca, cuyo territorio apenas permitía sufragar sus propios gastos.
En el siglo XV, la diócesis toledana creció en jurisdicción, quedando bajo su provincia eclesiástica las diócesis de Palencia, Osma, Segovia, Sigüenza, Cuenca, Córdoba y Jaén. El arzobispo de Toledo se había convertido, así, en Consejero Mayor del Rey y el Cabildo catedralicio de la sede toledana en el consejo asesor. Las rentas de la primacía alcanzaban en esta época los ciento cincuenta y cuatro mil ducados, el doble que la archidiócesis de Sevilla. La catedral estaba servida por 70 canónigos y más de cien capellanes, siendo en total más de 400 los servidores de la misma en pleno apogeo con Felipe II y más de doscientas las villas tributarias.
Desde entonces mantuvo su condición, aunque fuera disminuyendo su poder político —que no eclesiástico— en beneficio del poder de la Corona.

## Discusión de la primacía: Braga y Tarragona
El que la primacía de la sede toledana supusiera subordinación de las diócesis de otros reinos fue discutido desde el mismo momento de su concesión.

### Braga
Para el recién creado reino de Portugal, la archidiócesis de Braga, con sede en la capital del antiguo reino suevo, se resistió fundamentalmente por su jurisdicción sobre las diócesis de Coímbra y Zamora. A principios del siglo V, Paulus Orosius (amigo de Agustín de Hipona) escribió varias obras teológicas que exponían la fe cristiana en la ciudad. Mientras que gracias a la obra de San Martín de Braga, los suevos en Iberia renunciaron a las herejías arriana y priscilianista durante dos sínodos celebrados en Braga en el siglo VI. Vale la pena señalar que Rechiar, el rey suevo, también fue el primer rey germánico en Europa en convertirse al cristianismo calcedonio, anterior a Clodoveo de los francos. En ese momento, San Martín también fundó un importante monasterio en Dumio (Dume), y fue en Braga donde el arzobispado de Braga celebró sus consejos.
Como consecuencia, los arzobispos de Braga reclamaron más tarde el título de Primatus Totus Hispania, reclamando la supremacía sobre toda la Iglesia hispana. El obispo Balconius (415-447), posteriormente elevado a ser el primer arzobispo de Braga, y según fuentes posteriores, también fue el primero en recibir dicho título. Se sabe que el arzobispo Diego Gelmírez de Santiago de Compostela, temiendo el levantamiento de la catedral de Braga, roba las reliquias de los santos de Braga, incluido el cuerpo de S. Fructuoso, en un intento de restar importancia religiosa a la ciudad, las reliquias solo regresaron a Braga en el siglo XX. Obispos como João Peculiar y Estêvão da Silva protestaron ante el papa, y Honorio III dejó la cuestión sin resolver (bulas de 19 de enero de 1218). En 1364, el obispo de Braga Juan de Cardaillac decidió ostentar el título de Primado de las Españas. Los conflictos de prelación que tuvieron lugar durante el concilio de Trento (obispo Fray Bartolomé de los Mártires) produjo una resolución papal de tener en cuenta la fecha de elevación de cada obispo, con consecuencias únicamente protocolarias. En el breve Reddite nobis (10 de enero de 1562) se insiste en el mantenimiento de los derechos tradicionales de Braga. Sin embargo, su autoridad nunca fue aceptada en toda Hispania, y hoy solo conserva el título de Primado de Portugal.

### Tarragona
Las reivindicaciones de la primacía de la archidiócesis de Tarragona se han justificado con hechos que reflejan su importancia a lo largo de los siglos. Durante la persecución de Valeriano (256-259), el obispo Fructuoso fue uno de los obispos ejecutados junto con San Cipriano, obispo de Cartago, y Sixto II, obispo de Roma. Más adelante, en el Concilio de Arlés, dos de los seis representantes de las iglesias de Hispania provenían de Tarragona. En el I Concilio de Nicea (325) Tarragona ya es mencionada como metrópoli mucho antes que Toledo. Hacia el 415 el obispo Ticia ya es mencionado como metropolitano. Del año 638 figuran unas actas del arzobispo Protasio firmadas con esta fórmula: In nomine Domini, ego Prothasius Sanctae primae sedis Tarraconensis Ecclesiae in merito Episcopus, in his constitutionibus a nobis editis subscripsi (En el nombre del Señor, yo Protasio por los méritos de obispo de la Santa primada sede de Tarragona, suscribo en estas Constituciones editadas por nosotros). Más adelante, en el VII Concilio de Toledo (646) cambia el término primada por metropolitana.
Tras la invasión musulmana y la Reconquista, el papa Urbano II (que en 1088/1089 ya había reconocido el título de primada a la sede toledana), a través de la bula Inter primas Hispaniarum (1091), mencionaba a Tarragona como una de las ciudades más importante de Hispania. En el siglo XIII, mediante una bula del papa Inocencio IV, fechada el 17 de noviembre de 1245, concedió al arzobispo de Tarragona el privilegio de llevar ante él la cruz alzada, privilegio que solo los primados ostentan. Un siglo después el papa Juan XXII confirmó este y otros privilegios que les fueron concedidos por medio de dos bulas (en 1320 y en 1321). Fue a partir de la celebración de un concilio provincial en 1691 que se dispuso el uso del título de “Hispaniarum primas” (Primado de las Españas).
En el siglo XVIII, tras la unión de los reinos de Castilla y Aragón por los Decretos de Nueva Planta, Felipe V pretendió suprimir la dignidad primada de Tarragona por una pragmática de julio de 1722. Esta fue recurrida ante la Santa Sede y el Real Consejo y fue declarada inválida. En el siglo XIX, el arzobispo Francesc Fleix Solans ocupó un sitio entre los primados en el Concilio Vaticano I. Poco después, el papa León XIII, cuando elevó la catedral de Tarragona a basílica, reconoció que Tarragona fue la Sede principal del Imperio romano en la península ibérica, existiendo desde los primeros siglos de la fe cristiana la Iglesia patriarcal y primada de las Españas.
En la actualidad, los obispos catalanes se organizan en una conferencia episcopal tarraconense, cuya oficialización por la Santa Sede no está decidida aún. Esta tiene como presidente al arzobispo de Tarragona, que representa su papel como cabeza de las diócesis de Cataluña.

## Patriarcado de las Indias
No debe confundirse la Primacía de España o las Españas con los Patriarcados de las Indias, títulos -meramente honoríficos- que ostentaron hasta 1963 diversos obispos españoles (Patriarcado de las Indias Occidentales), y que aún hoy ostenta el obispo de la diócesis de Goa (Patriarcado de las Indias Orientales).